# Pastellage
Pastellage är en mjuk gipsblandning som används för att gjuta ornament som ersättning för skuren trädekor i listverk, tavelramar med mera. Receptet på pastellagemassa kan skifta från hantverkare till hantverkare men består ofta av gips, krita, limvatten och kokt linolja. Massan är mjuk i varmt tillstånd och kan tryckas ned i en form, till exempel ett hörnornament eller en ornamenterad list. Innan torkning läggs den på ramprofilen och formas efter profilens spår och lutning.
Den som yrkesmässigt arbetade med pastellage kallades pastellatör.